# 克里斯托弗·蘭道
克里斯托弗·兰道（英語：Christopher Landau，1963年11月13日—）是一名美国律师和外交官，現任美國副國務卿。曾于2019年至2021年担任美国驻墨西哥大使。

## 早年生活和教育
兰道出生于西班牙马德里，他的父亲乔治·兰道（George W. Landau，后来担任美国驻巴拉圭、智利和委内瑞拉大使）当时驻在西班牙。他的父亲是犹太人，出生于维也纳，1938年德奧合併后逃往南美。兰道出生于天主教家庭。兰道在巴拉圭亚松森的美国学校就读了五年。他从小就学会了流利的西班牙语。
1981年，兰道毕业于马萨诸塞州格罗顿的格罗顿学校。 1985年，他以优异的成绩获得了哈佛學院历史学学士学位，大三时被选为美国大学优等生荣誉学会成员，获得拉丁美洲研究证书，并因毕业班最高平均绩点而荣获索菲亚弗洛因德奖。他的毕业论文主题是 20世纪40年代中期美国与委内瑞拉左翼政府的关系，并因此获得了胡普斯奖 (Hoopes Prize) 。他于1989年获得哈佛法学院法学博士学位，在校期间他担任《哈佛法律评论》文章联合主席。
兰道与以色列雕塑家斯格列特·朗度有亲戚关系。

## 法律生涯
从法学院毕业后，兰道担任美国哥伦比亚特区巡回上诉法院时任法官克拉伦斯·托马斯的书记员。后来，他分别于1990年和1991年任期内担任美国最高法院大法官安东尼·斯卡利亚和托马斯的书记员。1993年，兰道加入凯易律师事务所担任助理律師，并于1995年成为合伙人。他曾担任该公司上诉业务主席，任职25年后于2018年离开，加入奎因·伊曼紐爾·厄克特沙利文律師事務所。他曾在美国最高法院审理过9起案件，其中两起代表波多黎各，他还曾在所有美国上诉法院审理上诉案件并进行辩论。
1994年至1995年，兰道担任乔治城大学法学院行政法兼职教授。2017年，美国首席大法官任命他为联邦上诉程序规则咨询委员会委员。兰道曾担任美国最高法院历史学会理事，以及该学会项目委员会主席。他还是外交中心基金会的理事，该基金会为美国国务院的美国外交中心提供支持。

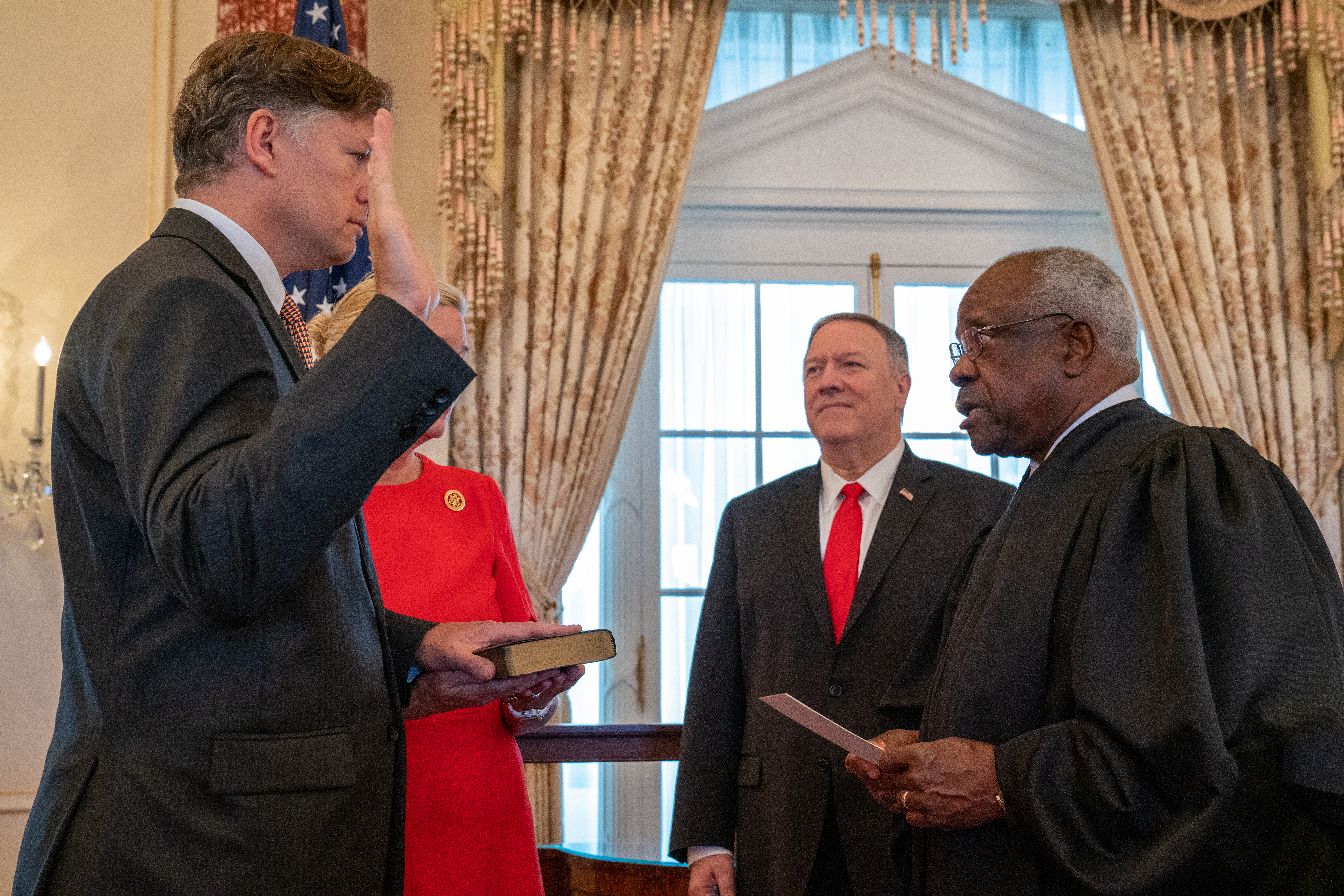
兰道在克拉伦斯·托马斯法官和時任国务卿迈克尔·蓬佩奥的见证下宣誓就任驻墨西哥大使

## 美国驻墨西哥大使
2019年3月26日，美国总统唐纳德·特朗普提名兰道为美国驻墨西哥大使。2019年8月1日，参议院以口头表决方式一致确认了他的提名。他于2019年8月12日宣誓就职，8月16日抵达墨西哥，并于8月26日向墨西哥总统安德烈斯·曼努埃尔·洛佩斯·奥夫拉多尔递交国书。担任大使期间，兰道将移民问题列为首要政策重点。
2020年9月9日，特朗普总统将兰道列入美国最高法院潜在提名人名单。乔·拜登担任总统后，兰道于2021年辞去大使职务，由前科罗拉多州参议员肯·萨拉查接任。 
2020年9月，兰道被指控对一名在推特上批评他的墨西哥大学生进行网络欺凌。兰道讽刺地回答道：“显然，你所受的良好教育和对世界的了解，可以让你比这个‘白人外国人’的‘基本’交流能力更好地开展外交工作。」据报道，该学生在这次事件后刪除了自己的推特账户。